# Zoran Janković (homme politique)
Pour les articles homonymes, voir Zoran Janković.
Zoran Janković (surnommé Zoki), né le 1er janvier 1953 à Saraorci en Yougoslavie (aujourd'hui en Serbie), est un homme d'affaires et une personnalité politique slovène, fondateur et président du parti politique de centre-gauche, Slovénie positive et maire de Ljubljana.

## Biographie
Né à Saraorci, un village près de la ville de Smederevo dans la République populaire de Serbie en RFS de Yougoslavie, le père de Zoran Janković est d'origine serbe et sa mère d'origine slovène. Tandis que ses parents s'installent en République socialiste de Slovénie, Zoran Janković reste à Saraorci avec sa grand-mère avant de retrouver ses parents en 1964. Il suit plus tard la faculté d'économie de l'université de Ljubljana dont il sort diplômé en 1980. 
En 1990, il crée l'entreprise Electa spécialisée dans le génie civil et le design d'intérieur. En 1992, il devient le principal sponsor et président du RK Krim, club féminin de handball qui devient ainsi le meilleur club du pays.
De 1997 à 2005, il est président de Mercator, la principale compagnie de vente au détail de Slovénie.

### Carrière politique
En octobre 2006, il est élu maire de Ljubljana, puis réélu en octobre 2010. Il quitte ses fonctions en décembre 2011 après son élection comme député.
Il intervient en faveur des communautés roms, encore fréquemment victimes du racisme en Slovénie. Son engagement au centre gauche est cependant questionné : « C’est un oligarque qui a choisi d’entrer en politique pour défendre ses intérêts », estime ainsi Grega Repovz, le rédacteur en chef de l’hebdomadaire Mladina.
En 2001, il fonde le parti Slovénie positive, qui remporte les élections législatives de décembre 2011. Le 5 janvier 2012, il est proposé au poste de président du gouvernement par le président de la République Danilo Turk, mais sa candidature est rejetée, six jours plus tard, par l'Assemblée nationale, recueillant 42 votes favorables, soit quatre de moins que nécessaire. Après cet échec, il décide de se représenter comme maire de la capitale et est élu le 25 mars suivant. Il est réélu en 2014, 2018 et 2022.

### Handball
Zoran Janković s'investit également dans le monde du handball, sport très populaire en Slovénie, puisqu'il fut président de 1992 à 1997 du RK Krim, club féminin de handball alors sponsorisé par Electa, l'entreprise Mercator de Janković.
Il est également président de la fédération slovène de handball de 1996 à 2004 et sous son aile, le pays a accueilli l'Euro de 2004.
Cette même année, Zoran Janković était candidat pour être le président de la Fédération européenne de handball (EHF) mais fut éliminé au premier tour avec seulement six votes.